# Antoine Ganyé
Antoine Ganyé (Sedjé, 28 de junho de 1938) é um clérigo beninense e arcebispo católico romano emérito de Cotonou.
O arcebispo de Cotonou, Bernardin Gantin, o ordenou sacerdote em 4 de janeiro de 1969.
Em 10 de junho de 1995, o Papa João Paulo II o nomeou Bispo de Dassa-Zoumé. O Cardeal Dean Bernardin Gantin deu-lhe a consagração episcopal em 20 de agosto do mesmo ano; Co-consagradores foram Isidore de Souza, arcebispo de Cotonou, e Lucien Monsi-Agboka, bispo de Abomey.
Em 21 de agosto de 2010 foi  pelo Papa Bento XVI nomeado Arcebispo de Cotonou com posse em 31 de outubro do mesmo ano.
Em 25 de junho de 2016, o Papa Francisco aceitou sua aposentadoria por motivos de idade.